# Měto Nowak
Měto Nowak (deutsch Martin Neumann; * 1978 in Ost-Berlin) ist ein sorbischer Wissenschaftler mit den Forschungsschwerpunkten Sprach- und Minderheitenpolitik sowie Sprachplanung. Seit Januar 2025 ist er Mitglied des Rates für die Angelegenheiten der Sorben/Wenden beim Landtag Brandenburg.

## Leben
Nowak absolvierte ein Studium der Geographie, der Politische Bildung und des Niedersorbischen an den Universitäten Potsdam und Leipzig. Nach dem Abschluss des Studium war er von 2007 bis 2008 als wissenschaftlicher Mitarbeiter am Zentrum für Lehrerbildung der Universität Potsdam und anschließend bis 2010 am dortigen Lehrstuhl für politische Bildung tätig, von 2010 bis 2019 fungierte er dort als Lehrbeauftragter. Von 2008 bis 2010 war Nowak zudem Mitarbeiter am Projekt „Studium lohnt“ an der Brandenburgischen Technischen Universität Cottbus.
2011 übernahm Nowak den Posten des Abteilungsleiters Niederlausitz am Witaj-Sprachzentrum. 2015 wechselte er in das Ministerium für Wissenschaft, Forschung und Kultur des Landes Brandenburg, wo er bis 2024 als Referent für den Landesbeauftragten bzw. die Landesbeauftragte für Angelegenheiten der Sorben/Wenden tätig war. Nachdem Nowak 2024 kurzzeitig die Leitung des Minderheitensekretariates der vier autochthonen nationalen Minderheiten und Volksgruppen Deutschlands innehatte, wechselte er noch im gleichen Jahr als wissenschaftlicher Mitarbeiter in die Abteilung Regionalentwicklung und Minderheitenschutz des Sorbischen Instituts in Cottbus. Dort forscht er unter anderem in den Themenfeldern Regional- und Kommunalpolitik, siedlungsgebietsübergreifende Kooperationen, Konsultationen und Beratungen sowie vergleichende Sprachenpolitik. Zudem arbeitet er am Drittmittelprojekt Masterplan zur Revitalisierung der niedersorbischen Sprache („Serbska rěcna strategija“).
2024 kandidierte Nowak für den Rat für Angelegenheiten der Sorben/Wenden beim Landtag Brandenburg. Er erhielt 375 Stimmen und wurde somit auf dem vierten Platz gewählt, seit Januar 2025 ist er Mitglied des fünfköpfigen Gremiums.
Nowak lebt in Potsdam. Er ist Mitglied der Maćica Serbska und des Nordfriisk Instituut.

## Schriften (Auswahl)
- Sorben, Wenden als Akteure der brandenburgischen Bildungspolitik. (Rosa-Luxemburg-Stiftung: Manuskripte 71), Karl Dietz Verlag, Berlin 2007, ISBN 978-3-320-02118-4.
- zusammen mit Fabian Kaulfürst: Ortschaftsnamen im angestammten Siedlungsgebiet der Sorben/Wenden im Land Brandenburg = Mjenja wobydlenišćow w starodawnem sedleńskem rumje Serbow w kraju Bramborska. Sorbisches Institut, Cottbus 2018, ISBN 978-3-9816961-8-9.
- zusammen mit Lutz Laschewski und Fabian Jacobs: Sorbische/Wendische Identität und Kultur im Senftenberg-Spremberger Raum: Rekultivierung sorbischer/wendischer Sprache und Kultur in einer Bergbaufolgelandschaft. Sorbisches Institut, Bautzen 2021, ISBN 978-3-948166-96-0.
- zusammen mit Madlena Norberg und Peter Kosta: Von Scultetus bis Wikipedia: Die Konstruktion des deutsch-sorbischen/wendischen Gebietes in kartografischen Darstellungen vom 16. bis zum 21. Jahrhundert. Universitätsverlag Potsdam, Potsdam 2025, ISBN 978-3-86956-583-5.